# Розсохувате (Старобільський район)
Розсохува́те — село в Україні, у Марківській селищній громаді Старобільського району Луганської області. Населення становить 383 осіб.

## Населення

### Мова
Розподіл населення за рідною мовою за даними перепису 2001 року:
| Мова       | Кількість | Відсоток |
| ---------- | --------- | -------- |
| українська | 371       | 96.87%   |
| російська  | 11        | 2.87%    |
| вірменська | 1         | 0.26%    |
| Усього     | 383       | 100%     |